# Kārlis Mīlenbahs
Kārlis Mīlenbahs (jego nazwisko zapisywano także jako Mühlenbach, Mühlenbachs, Mṻlenbachs lub Mīlenbachs) (ur. 1853 w Kurlandii na Łotwie, zm. 1916 w Võru, w Estonii) był pierwszym rdzennym (etnicznym) Łotyszem wśród językoznawców. Znany ze stworzenia słownika, uznawanego za jeden z lepszych wśród łotewsko-niemieckich słowników. Przy tworzeniu słownika języka łotewskiego współpracował z Jānisem Endzelīnsem.